# Filip VII., kralj Francuza
Filip VII. (24. kolovoza 1838. – 8. rujna 1894.) je bio de jure kralj Francuza 24. veljače 1848. godine.

## Francuske pred revoluciju
Otac Filipa VII.  je bio sin prestolonasljednika Francuske Ferdinanda-Filipa. Kako mu je otac poginuo u prometnoj nesreći 1842. godine on je bio naslijedio njegovu titulu postavši tako nasljednik svoga djeda kralja Luja-Filipa.
Tijekom vladavine Luja-Filipa dolazi do postepenog osiromašenja radnika koji nemaju pravo na štrajk, sindikalno organiziranje niti povišicu plaće. Točka bez povratka u nastanku nove revolucije postaje 1847. godina kada nastupa ekonomska kriza u Francuskoj što dovodi do potpunog očaja stanovništva. Kako je vlada nastavila svoju tadašnju ekonomsku politiku tijekom veljače 1848. dolazi do demonstracija u Parizu. Ne znajući kako da izađu na kraj s pobunjenim radnicima koje lokalne gradske snage nisu uspjele smiriti vlada je pozvala u pomoć vojsku. Kada se ona odbila uključiti u napade na stanovniko vlada premijera Fransoa Guizota osjetivši da nema više kontrolu nad situacijom je 23. veljače 1848. godine podnijela ostavku kralju. Taj događaj je potpuno iznenadio Luja-Filipa koji na opće iznenađenje svih podliježe panici i sljedećeg dana podnosi abdikaciju u korist unuka Filipa VII.

## Kralj?
Taj događaj je i "pobunjene" radnike i imućni sloj zatekao u potpunom iznenađenju pošto su obje zaraćene strane bile monarhisti. Tijekom žestoke parlamentarne polemike nastale na vijest o abdikaciji kralja niti najvatreniji monarhist nije mogao braniti pozicije monarhije u trenucima kada Luj-Filip bježi iz Francuske u paničnom strahu za svoj život. Rezultat svega toga je ispalo glasovanje o nastanku republike tako da je dijete kralj Filip VII. izgubio krunu istoga dana kada ju je i dobio. Sam postupak oduzimanja krune je u stvarnosti ispao isti onaj pravni šuć-muć koji je bio donio krunu Luj-Filipu.

## Kasniji život
Gubljenjem krune Filip se pridružuje svomu djedu u izbjeglištvu. Tijekom američkog građanskog rata on pristupa kao dobrovoljac na stranu Unije gdje služi godinu dana u vojnoj komandi armije Potomca. Tijekom ovog vojnog služenju Filip vodi veoma dobro evidenciju o svemu što se događa tako da njegovo književno djelo postaje osnova za većinu činjenica o armiji Potomac.
Nakon pada Napoleona III. kada su svi očekivali ponovno proglašenje monarhije u Francuskoj da bi se to pospješilo u parlamentarnom glasovanju on daruje svoju podršku Henriku V. da postane novi kralj. Razlog za takvo razmišljanje se nalazio u činjenici da mu je ovaj rođak bio bez djece tako da bi on postao njegov prestolonasljednik, a kasnije i kralj. Svi budući planovi Filipa VII. propadaju kada Henrik V. na opće iznenađenje svih odbija krunu što dovodi do proglašenja nove republike. 
Da bi se dodala sol na ranu Henrik V. nije nikada proglasio Filipa VII. svojim nasljednikom tako da su monarhisti Francuske ostali sve do današnjih dana podijeljeni na dvije suprotstavljene frakcije. Te frakcije pretendenata tada, a i danas predstavljaju potomci kralja Luj-Filipu. preko Filipa VII. takozvana orleanski pretendenti i muški direktni potomci španjolskih Burbona takozvani carlistički pretendenti koji sebe smatraju najbližim nasljednicima Henrika V. Ovi drugi su se inače odvojili od danas vladajuće dinastije u Španjolskoj kada je 1833. godine kraljica postala Izabela II. što zagovornici njenog strica Karla (španjolski Carlos) nisu prihvatili.
| Prethodnik Luj-Filip | Kralj Francuske | Nasljednik Republika pa Napoleon III. |

## Poveznice
- Popis francuskih vladara